# I Moderni
I Moderni sono stati un gruppo musicale pop rap italiano, formatosi a Torino nel 2007 e composto da quattro cantanti: Marco Musarella, Fabio Perretta e i fratelli Celeste e Placido Gugliandolo. Saliti alla ribalta durante la quinta edizione del talent show X Factor, nella quale si sono classificati secondi, hanno ottenuto un contratto discografico con la Sony Music.

## Storia del gruppo

### X Factor eNon ci penso mai(2011)
Arrivati alle audizioni della quinta edizione di X Factor nel 2011 con il nome Free Chords, riescono ad entrare nel programma, venendo assegnati al mentore Elio, che nell'occasione cambia il nome del gruppo ne I Moderni. Giunti alla finale, si esibiscono con il loro inedito Non ci penso mai, classificandosi al secondo posto.
Di conseguenza il 6 gennaio esce l'EP Non ci penso mai, mentre il 2 febbraio viene pubblicato il videoclip della title track. L'EP e il singolo hanno rispettivamente debuttato al 22° e al terzo posto della Top Singoli; il singolo è stato inoltre certificato disco d'oro per aver raggiunto la soglia delle 15 000 copie vendute.

### Troppo fuori(2012-2013)
Il 25 maggio 2012 esce il loro secondo singolo L'estate si balla, colonna sonora di Social Games, rubrica di approfondimento legata alle Olimpiadi di Londra 2012 su Sky Sport, di cui il 20 giugno viene pubblicato il video ufficiale. Il 26 giugno, in collaborazione con i Two Fingerz, esce il primo album di inediti de I Moderni, Troppo fuori, il quale ha debuttato al 34º posto della classifica italiana degli album. Il 24 agosto entra in rotazione radiofonica il secondo singolo estratto dall'album, CDVD, di cui il 22 ottobre esce il rispettivo video.
Dopo essere stati testimonial di McDonald's ed aver presentato X Factor On Ice nel 2012, I Moderni nel 2013 tentano di entrare nella sezione "Giovani" del Festival di Sanremo con il brano Rivoluzionario, risultando tra i 61 artisti ammessi alle audizioni, senza riuscire a superare l'ultima selezione.

### In/Cassa(2014)
A inizio 2014 I Moderni prendono parte in veste di giurati nel format tv dedicato alla musica lirica per ragazzi Verdi a modo mio in onda su DeA Kids e diventano i testimonial per la campagna di sensibilizzazione contro l'omofobia e di promozione del territorio Friendly Piemonte. Omofobia, No Grazie per l'associazione Quore.
Il 3 giugno 2014 I Moderni sono tra i tre finalisti candidati al premio Music Awards 2014 Next Generation 2.0. Il 17 giugno il gruppo ha pubblicato il secondo album in studio, intitolato In/Cassa e distribuito nuovamente dalla Sony Music. Il disco è stato anticipato il 9 maggio dal singolo Un giorno qualunque, di cui il 7 maggio è stato pubblicato il video ufficiale.
Da luglio dello stesso anno I Moderni conducono il programma radiofonico Ma allora in diretta su RV1, mentre nel mese di dicembre hanno realizzato la cover Carol of the Bells, pubblicata nella raccolta natalizia X Factor Christmas 2014 e di cui successivamente è uscito il videoclip ufficiale.

### Ultime attività (2015-2020)
Nel 2015 Musarella abbandona il gruppo, che prosegue l'attività pressoché in teatro con qualche apparizione del loro spettacolo teatrale-musicale dal titolo Gran Passato, dapprima con la presenza di Fabio Perretta, sostituito poi da Vittorio Campanella. Discograficamente non ci sono state più uscite.
A distanza di cinque anni Musarella ha fondato il gruppo elettropop Smoking Monkey insieme ai produttori Diego Trigilia e Alessandro Matta e al cantautore Vincenzo Spataro.

## Formazione
Ultima
- Fabio "Broad" Perretta – voce (2007-2015)
- Celeste "Liza" Gugliandolo – voce (2007-2015)
- Placido "Lead" Gugliandolo – voce (2007-2015)

Ex-componenti
- Marco "Cata" Musarella – voce (2007-2015)

## Discografia

### Album in studio
- 2012 – Troppo fuori
- 2014 – In/Cassa

### EP
- 2012 – Non ci penso mai

### Singoli
- 2012 – Non ci penso mai
- 2012 – L'estate si balla
- 2012 – CDVD
- 2014 – Un giorno qualunque

### Apparizioni in raccolte
- 2011 – X Factor 5 Compilation (Sony Music)
- 2012 – The Best of X Factor (Sony Music)
- 2014 – X Factor Christmas 2014 (Sony Music)

## Programmi televisivi
- X Factor (Sky Uno, 2011-2012) concorrenti
- Social Games (Sky Uno, 2012) conduttori
- X Factor on Ice (Sky Uno, 2012)[19] con Giorgia Palmas – conduttori
- Verdi a modo mio (DeA Kids) giurati

## Premi e riconoscimenti

### Candidature
- Music Awards 2014 Next Generation 2.0